# 拉平塔納
33°35′S 70°38′W / 33.583°S 70.633°W

拉平塔納（西班牙語：La Pintana），是智利的城鎮，位於該國中部聖地亞哥首都大區的聖地亞哥省，始建於1984年11月22日，面積30.6平方公里，海拔高度635米，2012年人口182,930人，人口密度每平方公里8,511.80人。